# Miss (Zeitschrift)
Die miss ist ein österreichisches Lifestyle-Magazin für junge Frauen. Es wurde 2002 gegründet und ist Teil der Styria Media Group AG. Das Magazin erscheint monatlich als Druckerzeugnis. Zudem betreibt miss das Online-Portal miss.at sowie eine Facebook-Fanpage. Chefredakteurin ist Monika Affenzeller.
Im November 2016 wurde die missMEDIA GmbH gegründet, um den Fokus auf die Digitalstrategie der miss zu legen. Monika Affenzeller und Jochen Hahn sind die Geschäftsführer der missMEDIA GmbH.

## Geschichte
Die erste Ausgabe der miss kam am 23. August 2002 auf den Markt, davor erschien die Zeitschrift bereits vier Jahre lang unter dem Titel WIENERIN youngworld.
Im Jahr 2001 übernahm die ET Multimedia AG, welche 2005 von der Styria Media Group mehrheitlich übernommen wurde, die Zeitschrift WIENERIN youngworld vom Metro-Verlag. Mit ihr kamen auch SKIP – Das Kinomagazin (seit 2011 nicht mehr Teil der Gruppe) und die Zeitschrift WIENERIN.
Seit 2004 erscheint das Magazin im Pocketformat und damit änderte sich der Titel auf „miss – Österreichs ehrliche 22 cm“. Am 2. April 2009 erschien die 100. Ausgabe der Zeitschrift. Zum 15. Geburtstag im Juli 2017 des missMAGAZINs wird eine Nettoreichweite von 6,5 Prozent in der Kernzielgruppe der 16- bis 35-jährigen Frauen verkündet.
Seit 2013 ist Monika Affenzeller Chefredakteurin der miss und legt den inhaltlichen Fokus auf eine crossmediale Ausrichtung und einer stärkeren Verzahnung von Print- und Web-Inhalten. Im April 2014 wurde als Ergänzung zum Printmagazin das Frauenportal miss.at gelauncht. Das Portal miss.at stieg innerhalb weniger Monate zum größten Frauenportal in Österreich auf. Anfang 2015 setzt die Frauenmarke miss einen weiteren digitalen Meilenstein und launcht mit der missAPP eine mobile Version des Frauenportals.
Die Frauen-Medienmarke miss verzeichnet für das Jahr 2017 ein Umsatzplus von 19 Prozent. Neben den starken Zuwächsen im Digitalgeschäft, erlebte auch das Print-Werbegeschäft ein signifikantes Wachstum: Das missMAGAZIN konnte den Anzeigen-Umsatz gegenüber dem Vorjahr um 11 Prozent steigern, die Vertriebserlöse sanken dagegen um 8,3 Prozent.

## Ableger
missMUM
Das im Frühjahr 2016 gelaunchte Digitalprojekt missMUM ist ein digitales Frauenmagazin für junge Mütter. Bereits ein Jahr nach dem Launch stieg das Frauenmedium zum führenden Portal auf – laut ÖWA mit über 640.000 Visits im März 2017. Für die jungen Digital Native-Mamas ist das Smartphone das wichtigste Informations- und Unterhaltungstool und ihre Social-Media-Nutzung ist überdurchschnittlich hoch. Deshalb versorgt missMUM die Leserinnen tagesaktuell mit redaktionellen Themen rund um Schwangerschaft, Geburt und Erziehung. Die Zielgruppe findet missMUM-Content direkt auf Facebook, Instagram, auf missmum.at, in der missmissAPP und dem missMAGAZIN.
missMIND
Bei missMIND sitzen laut eigenen Angaben die Creative/PR- & Social-Media-Experten der miss. Neben redaktionellen Inhalten erarbeitet das Team gemeinsam mit Werbekunden relevante Medieninhalte und bereitet diese zielgruppengerecht auf (digital, mobil und in gedruckter Form).

## Reichweite
Die Zielgruppe der Zeitschrift sind junge Frauen zwischen 16 und 35 Jahren. Im Jahr 2017 hatte die Zeitschrift eine Leserzahl von 78.000 (MA 17) innerhalb der Zielgruppe der 16- bis 35-Jährigen, bei einer nationalen Reichweite von 7,3 Prozent. Das Verbreitungsgebiet ist Österreich.
Gemäß Österreichischer Webanalyse (ÖWA) von April 2018 erreicht das Online-Angebot der miss 1,28 Millionen Unique Clients, 3,02 Millionen Visits und über 12,70 Millionen Seitenabrufe.
Auf Facebook konnte miss die qualitativen Werte verbessern: so erhöhte sich die Fan-Engagement-Rate gegenüber dem Vorjahr um knapp vier Prozentpunkte auf 14 Prozent. Aktuell verzeichnet die Facebook-Fanpage über 615.000 Fans.

## Aktionen
Seit 2016 findet jährlich die Social-Media-Soap missBFF statt. Zwei beste Freundinnen (BFF) werden aus dem deutschsprachigen Raum gecastet und auf eine dreimonatige Weltreise geschickt. Via Social Media teilen diese ihre Erlebnisse. Der Schwerpunkt der Berichterstattung liegt auf Bewegtbild und Live-Formaten. 2018 erfolgte eine Konzeptanpassung und die besten Freundinnen absolvieren vor der Reise ein einmonatiges Praktikum in der Redaktion der miss. Neben der Aufbereitung von Texten und der Erstellung sowie Auswahl der passenden Fotos, stand vor allem der richtige Umgang mit Social Media sowie native Kundenintegration im Vordergrund.